# Татаркин, Пётр Евпсифович
Пётр Евпсифович Татаркин (1912—1943) — командир артиллерийской батареи 434-го стрелкового полка 169-й стрелковой дивизии, 11-я гвардейской армии, Западный фронта, старший лейтенант. Герой Советского Союза (1944).

## Биография
Родился в 1912 году в станице Старочеркасская области Войска Донского, ныне Аксайского района Ростовской области, в семье крестьянина. Русский.
В 1924 году переехал в город Шахты. Учился в средней школе № 36. По окончании школы поступил и успешно окончил горнопромышленное училище. До войны работал крепильщиком, затем врубмашинистом на шахте имени Артёма.
В 1941 году был призван в Красную Армию. Окончил артиллерийско-миномётные курсы. На фронте Великой Отечественной войны — с мая 1942 года. Сражался под Сталинградом, где был тяжело ранен. После выздоровления вернулся в строй и сражался под Курском. В июле 1943 года старший лейтенант Татаркин П. Е. был командиром артиллерийской батареи 434-го стрелкового полка 169-й стрелковой дивизии.
Командир батареи старший лейтенант Татаркин 12 июля 1943 года отличился во время отражения вражеской контратаки у села Озерно Ульяновского района Калужской области. Поддерживая атаку стрелкового батальона огнём артиллерии, уничтожил 200 солдат и офицеров, разрушил 3 дзота, 6 огневых точек и подавил огонь миномётной батареи.
Погиб 31 июля 1943 года в бою за населённый пункт Волобоево Знаменского района Орловской области. Похоронен в братской могиле в селе Вязовая Знаменского района Орловской области.

### Семья
- Дочь — Алла (в замужестве Синатникова)[2].

## Награды
- Герой Советского Союза (04.06.1944, посмертно).
- Награждён орденами Ленина и Александра Невского.

## В воспоминаниях современников
Это был испытанный офицер, кавалер ордена Александра Невского. Его батарея сопровождала огнем один из стрелковых батальонов 16-го корпуса. В лесном массиве неподалёку от реки Озерны враг вдвое превосходящими силами контратаковал и отрезал наши подразделения. Дорога была каждая минута. П. Е. Татаркин оставил у орудий по одному бойцу, а остальных повел в штыковую атаку. К артиллеристам присоединились красноармейцы стрелковых подразделений. Их поддерживали огнём те, кто остался у орудий. В жаркой схватке вражеское кольцо было прорвано. Гитлеровцы потеряли 70 человек убитыми. Собрав силы, наш батальон вновь двинулся вперед. Пётр Евпсифович получил серьёзное ранение, но продолжал руководить боем.

Командир корпуса представил П. Е. Татаркина к званию Героя Советского Союза.— Герой Советского Союза Маршал Советского Союза Баграмян И. Х. Так шли мы к победе. — М.: Воениздат, 1977. — С. 215.

## Память
- В Артёмовском районе города Шахты и в посёлке Хотынец установлены бюсты Героя.
- Имя Петра Татаркина носит одна из улиц и школа в Артёмовском районе Шахт (бывший посёлок имени Артёма).
- Также его имя выбито на стеле на Монументе боевой и трудовой славы на площади Славы в Шахтах.
- В 2008 году в селе Мымрино Знаменского района открыт мемориальный знак Герою Советского Союза — Татаркину Петру Евпсифовичу[3].